# عبد الرحمن رشدان
عبدالرحمن رشدان محمد محمد أبو حمادة (مواليد 1 يناير 2003) هو لاعب كرة قدم مصري يلعب في مركز الدفاع في نادي مودرن سبورت في إعارة من الأهلي.

## المسيرة

### وادي دجلة
بدأ رشدان مسيرته الاحترافية مع وادي دجلة عام 2020 عندما شارك لأول مرة كأساسي أمام الجونة في الدوري المصري الممتاز.

### الأهلي
في 14 سبتمبر 2022، انضم إلى الأهلي.
وكان في القائمة الإفريقية، عندما فاز الأهلي بدوري أبطال أفريقيا 2022–23 ضد الوداد في 13 يونيو 2023.

### مودرن سبورت (إعارة)
في 13 يناير 2024 انضم رشدان إلى مودرن سبورت على سبيل الإعارة لمدة موسمين ونصف مع محمد زعلوك وأحمد خالد كباكا في صفقة إنتقال عمر كمال عبدالواحد إلى الأهلي.

## الألقاب والجوائز

### الأهلي
- دوري أبطال إفريقيا: 2022–23